# Esperanza Casteleiro Llamazares
Esperanza Casteleiro Llamazares (Madrid, 18 de desembre de 1956) és una funcionària d'intel·ligència espanyola que va servir com a secretària d'Estat de Defensa entre juliol de 2020 i maig de 2022. El 10 de maig de 2022 va ser nomenada directora del Centre Nacional d'Intel·ligència.
Casteleiro ha desenvolupat gairebé tota la seva vida professional en els serveis d'intel·ligència espanyols, primer al Centre Superior d'Informació de la Defensa (CESID) i posteriorment al Centre Nacional d'Intel·ligència (CNI). Des de 2018 ha format part del Ministeri de Defensa, primer com a directora del Gabinet de la Ministra de Defensa, Margarita Robles i el juliol de 2020 com a secretària d'Estat de Defensa.

## Biografia
Filla d'un militar franquista, Antonio Casteleiro Naveiras (condecorat pel règim del dictador amb la creu del mèrit naval), Casteleiro va néixer a Madrid el 18 de desembre de 1956. Es va llicenciar en Filosofia i Ciències de l'Educació per la Universitat Complutense de Madrid, i ha realitzat diversos cursos de formació en àmbits d'intel·ligència i recursos humans. És considerada una experta en antiterrorisme i en la zona del Magreb.

### Carrera professional
Casteleiro va ingressar al Centre Superior d'Informació de la Defensa (CESID) el 1983, el qual es va transformar en el Centre Nacional d'Intel·ligència (CNI) l'any 2002. Ha ocupat diversos llocs centrals en les esmentades agències, arribant a encapçalar la divisió de Contraespionatge i la Prefectura de l'Àrea de Gestió de Recursos Humans del CNI, i ha estat desplegada en l'exterior en països com Brasil, Cuba i Portugal. Precisament, del país antillà va haver de fugir després que es destapés l'intent de captar a l'empresari cubà Conrado Hernández perquè facilités informació sobre l'estat de salut de Fidel Castro i els futuribles canvis de lideratge polític a l'illa.
El 2004 el Govern de José Luis Rodríguez Zapatero, amb José Bono com a ministre de Defensa, la va nomenar secretària general del CNI, com a número dos del llavors director Alberto Saiz. Va ocupar el càrrec durant gairebé quatre anys, sent substituïda en 2008 per Elena Sánchez, una altra veterana de l'agència.
Després de la seva sortida de la Secretaria General, Casteleiro va tornar a ocupar diversos llocs d'intel·ligència exterior. El 2014 va ser nomenada cap de la unitat d'intel·ligència del CNI en el Centre d'Intel·ligència contra el Terrorisme i el Crim Organitzat (CITCO), càrrec que va ocupar fins a juny de 2018, quan va ser nomenada cap del Gabinet de la ministra de Defensa, Margarita Robles.
A principis de 2020 es va considerar per diversos mitjans com a possible candidata a substituir al director Félix Sanz Roldán com a cap del CNI, no obstant això, el Govern va nomenar en el seu lloc a la llavors secretària general de l'agència, Paz Esteban López. Igualment, a mitjan 2020, després de la sortida de la Secretaria d'Estat de Defensa espanyola (SEDEF), Ángel Olivares, es va rumorejar com a possible substituta. El seu nomenament es va fer oficial l'1 de juliol de 2020.
El 10 maig de 2022, després de l'escàndol Catalangate del spyware Pegasus, va ser nomenada directora del CNI en substitució de Paz Esteban López.

## Distincions
- Creu de plata de l'Orde al Mèrit de la Guàrdia Civil i de la Gran Creu del Mèrit Aeronàutic.[12]